# 威廉·莱昂·麦肯齐
威廉姆·莱恩·麦肯西（William Lyon Mackenzie，1795年3月12日—1861年8月2日），是一位加拿大的记者、报刊创办人和政治家。
威廉姆生于苏格兰，1820年时移民上加拿大。1824年—1834年中他在多伦多发行了《殖民地代言人》（Colonial Advocate）的杂志，以达到批评政治组织家族化（Family Compact）的目地。1828年他被选中加入加拿大的政府，但是因为散播谣言他被开除了5次。1834年他成为首任多伦多市长，1836年他创办了报纸《宪法》(The Constituion)以宣传他的维新政党。1837年他率领叛军与政府作战，但是失败后逃往美国，1849年回到加拿大。
他是第十任加拿大总理威廉姆·莱恩·麦肯西·金的外祖父。

## 英国早年生活
威廉·莱昂·麦肯齐1795年3月12日出生于苏格兰的邓迪。他的祖父曾在卡洛登战役中为斯图亚特王室作战，他的母亲伊丽莎白·麦肯齐是一名织布女工和牧羊人，他的父亲丹尼尔·麦肯齐比伊丽莎白·麦肯齐小17岁，也是一名织布工。在威廉·莱昂·麦肯齐出生几周之后，父亲丹尼尔·麦肯齐就去世了。母亲伊丽莎白·麦肯齐守寡之后，独力抚养威廉·莱昂·麦肯齐，引导他在长老教会学习，麦肯齐说他自小是在贫困环境中长大的。在他5岁时，他获得了邓迪教区的语文学校助学金。在他11岁时，他利用邓迪广告报的阅览室，阅读了975本书籍并且详尽地做了记录和总结。1811年，他成为从事科学探讨的“邓迪理性研究俱乐部”（Dundee Rational Institution）的创始人之一。
1813年，麦肯齐搬到了苏格兰的埃利斯（苏格兰），帮助母亲开了一家杂货店。在那里，他与一个叫伊莎贝尔·里德（Isabel Reid）的女人发生了关系并生了一个私生子詹姆斯。为此，作为不名誉的私生子父亲，他向教会支付了13先令罚款（相当于2021年的50英镑）之后，公众同意为他的私生子詹姆斯洗礼。1815年拿破仑战争之后伴随着经济的萧条，麦肯齐的商店也破产了。之后他搬到了英格兰南部，在一家商号担任簿记员，在此期间，他几乎沉湎在赌博之中。

## 北美的生活
1820年，在朋友的建议之下，麦肯齐和朋友一起移民加拿大。到了加拿大之后，先是在拉欣運河公司做簿记员，之后又在蒙特利尔一家报社做记者，并经常以“麦克托”（Mercator）的笔名为“约克观察家”（York Observer）撰写文章。除此之外，他又受詹姆斯·莱斯利家族雇佣，负责推销图书和经营商店。1822年，他的母亲伊丽莎白也移民到了加拿大与儿子团聚，并拉上了他的同学，英国女子伊莎贝尔·巴克斯特一起来到加拿大，两个人于1822年7月1日在蒙特利尔结婚，婚后共生有13个孩子。

### 创办《殖民地代言人》
1824年麦肯齐搬到了昆士顿镇，在那里他自己创办了《殖民地代言人》（Colonial Advocate）的政论杂志。并向当地具有影响力的人物免费派发杂志。他在杂志上发表文章，支持上加拿大地区的大改革运动，并经常在该报上抨击政府官员。1824年11月，麦肯齐与家人连同报社一起迁到约克，在那里继续发行报刊，虽然发行量很高，但是大部分由于是免费派发以及订阅读者也不按时付款，报社亏损严重。由于麦肯齐以抨击地方政府官员而闻名，为此感到头疼的地方官员于是以麦肯齐有不正当的商业行为对他提出指责。为此，1826年5月麦肯齐名义上宣布从《殖民地代言人》退休，找了另外一个人接替他的职位，然而他又以另外的一个“斯威夫特（Swift）”的化名继续发表文章。
1826年春天，麦肯齐以斯威夫特的笔名在《殖民地代言人》杂志上发表文章，对殖民地的治理提出质疑，并披露了政府官员个人及其家人的生活。1826年6月8日，一群暴徒袭击了《殖民地代言人》的办公室，捣毁了印刷机，将印刷铅字丢弃到海里，并对麦肯齐家人以及雇员发出恐吓。对此，麦肯齐聘请了律师马歇尔·斯普林·比德威尔对肇事者提出了民事起诉。最后法院判决，命令肇事者向麦肯齐支付625英镑（相当于2019年的56,000英镑）的赔偿。

### 参选议员
1827年12月，麦肯齐宣布参加上加拿大约克郡选区的议员竞选，当时很多加拿大政客向支持者送酒、请客等变相贿赂方式捞取选票。麦肯齐以独立人身份参选，拒绝以贿赂方式拉拢选民，而是以此作为加拿大政坛的腐败现象加以抨击。他利用《殖民地代言人》的杂志连续发表自己的文章，揭露官方的腐败行为。最后，他在选举中的得票率列为第二，成为代表约克郡选区的议员之一。
当选议员后，麦肯齐主持了多个委员会。这些委员会对邮局的效率进行了评估，麦肯齐建议地方官员自主决定当地的邮资；还评估了上加拿大地区管理选举官员的任命程序以及对上加拿大的银行货币条例、道路状况、英格兰教会的权力。
1830年在议会改选期间，麦肯齐为预算的立法控制权、独立法官以及基督教各教派平等为纲领参选。他再次当选之后，麦肯齐主持了一个委员会，建议增加上加拿大城镇的代表议席，并提出以书面投票方式的替代以口头表达方式和单日投票制。

### 市政政治
1834年，约克更名为多伦多，并举行了第一届市议会选举。麦肯齐代表圣大卫区（St. David's Ward）参加了市议员的选举。3月27日，他在所有的市议员候选人当中以148票高票赢得选举，并成为多伦多市市长。在当选之后，为了修建一条沿国王街的木质栈道，市议会和麦肯齐不顾市民的反对，批准增加税收。他还为多伦多设计了第一枚纹章，并担任该市专门用来审理酗酒、虐待儿童和妇女以及违反城市法规的案件城市警察主审官。
1834年7月，多伦多宣布第二次爆发霍乱。麦肯齐以市长身份主持了多伦多卫生委员会的工作，该委员会的任务应对该市发生的霍乱。但在此期间，就公共卫生防疫问题，卫生委员会当中争论不休。两周之后，他辞去了该委员会的主持工作。在霍乱爆发期间，他本人也被感染以至于不得不在家休养。
1834年之后，他将《殖民地代言人》杂志转让出去，以便全身心地投入政治活动。

### 上加拿大地区政治活动
在1834年的上加拿大第12届议会选举中，麦肯齐所在的多伦多选区被分为四选区，每个区选出一名议员。麦肯齐在第二选区以334票对178票当选。
当选之后，议会任命麦肯齐为申诉委员会主席，该委员会对几位“家族化”（Family Compact） 的政府官员提出质疑，委员会在《上加拿大议会申诉问题特别委员会第七次报告》中记录了他们的调查结果。在报告中麦肯齐对上加拿大行政权力过大以及政府官员在选举期间过分偏袒保守党立场的担忧。报告还批评了那些对政府提供的资金管理不善的公司以及那些得到赞助人的任命拿政府薪水的官员。在此期间，麦肯齐利用申诉委员会调查威兰运河公司，上加拿大政府拥有该公司的部分股份，并任命了董事会董事。1835年，他发现了该公司的几块土地以低价给与“家族化”成员或圣公会成员，为此，麦肯齐在尼亚加拉半岛创立的报刊《威兰运河》（The Welland Canal）刊登了他的这方面的调查报告。
当新任副总督弗朗西斯·邦德·海德抵达上加拿大时，麦肯齐认为邦德会站在改革运动一边。[91] 邦德在会见改革者后，却认为他们是大英帝国的不孝臣民。他写道，“麦肯锡的思想似乎让其臣民感到恶心，……这家伙性格古怪多变，像个疯子那样大放厥词。” 在1836年7月举行选举期间，弗朗西斯·邦德·海德呼吁公民通过投票给保守党政治家来表示对英国君主的忠诚，选举结果，改革派在选举中失利，爱德华·威廉·汤姆森击败了麦肯齐。麦肯齐对这次失利感到很难过，为此，麦肯齐对上加拿大的政治制度感到失望，并于1836年7月4日创办了一份名为《宪法》（Constitution）的新报纸。该报纸指责政府及其支持者的腐败行为，并鼓励公民准备“采取比我们的暴君所暴君梦寐以求的更为崇高的行动”（"for nobler actions than our tyrants can dream of）"。

### “1837年叛乱”

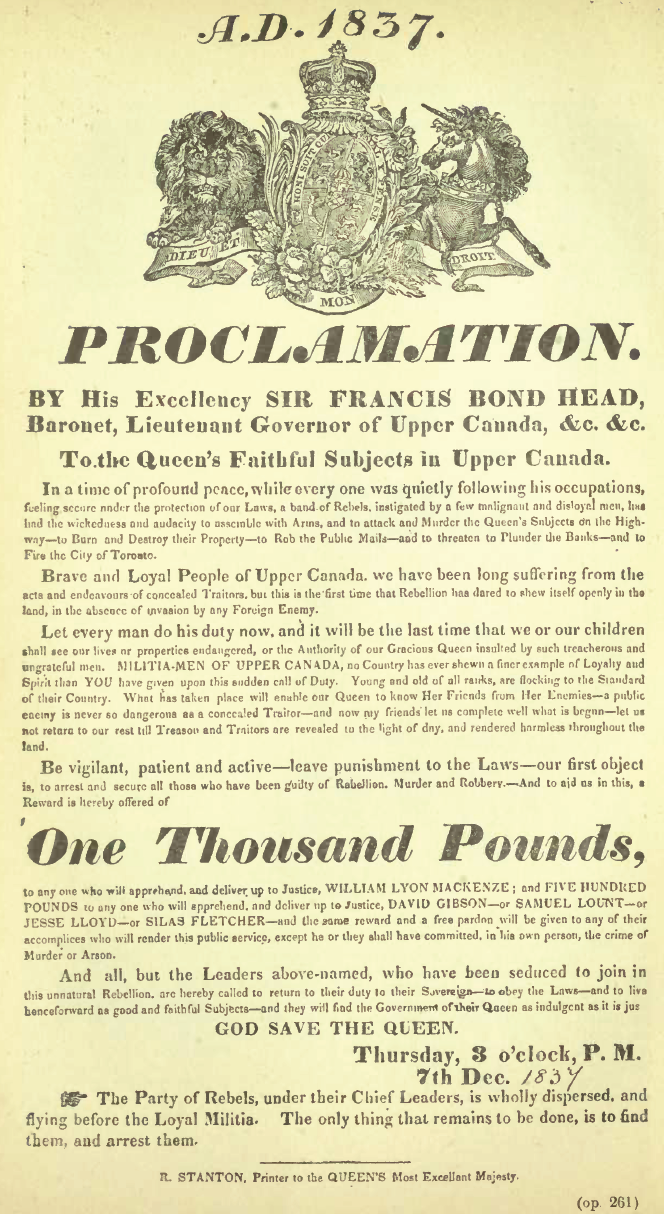
悬赏通缉麦肯齐的公告

1837年3月，英国政府拒绝了上加拿大的改革方案，重新确认了副总督的独断权力。7月，麦肯齐为此组织了一次被称为 "警戒委员会 "的改革者会议，麦肯齐被选为该委员会的联络秘书。麦肯齐发表了一篇对邦德·海德的批评文章，将他描述为维护腐败政府的暴君。并建议上加拿大殖民地实行自治，而不是由大洋彼岸的英国议会来管理。他的号召吸引了大量人群，但也面临着“家族化”支持者的人身攻击。1837年秋天，他访问了下加拿大，并会见了以爱国者而知名的反叛领导人。
到了10月，麦肯齐收到了来自那些爱国者们传来的口信，要求他发动上加拿大的武装行动。麦肯齐召集了改革之士的会议，提议用武力夺取上加拿大政府的权力，但是会议没有达到共识。于是麦肯齐说服另外两位改革运动领导人约翰·罗尔夫和托马斯·大卫·莫里森，建议在上加拿大政府军镇压下加拿大的叛乱时候，可以乘虚进攻多伦多以夺取政府的权力。并游说了农村地区的有意参与反叛行动的人们，商定将起事日期定为1837年12月7日，并将这个计划告知了约翰·罗尔夫和托马斯·大卫·莫里森。
12月1日，麦肯齐起草了一份独立宣言，上加拿大政府得知这个消息之后，对麦肯齐发出了逮捕令，并悬赏1000英镑；5日，麦肯齐在尼亚加拉河中的海军岛宣布成立加拿大共和国，自任总统；7日，政府军袭击了反叛军聚集的“蒙哥马利酒馆”。交手之后，叛军溃败。麦肯齐也乘船从水路逃到了美国。

### 美国避难期间
麦肯齐于1837年12月11日抵达布法罗，并发表了希望加拿大效法美国从英国独立出来的演讲。他将叛乱失败的原因归咎于缺乏武器装备，他希望美国能够提供这方面的协助。12月14日，麦肯齐与一些同情加拿大反叛者的美国志愿人员占领了属于安大略省的“海军岛”，宣布成立“上加拿大国”并从大英帝国分离出来，麦肯齐自封为新政府首脑，并为此起草了新宪法。但是，麦肯齐涉嫌违反了美国的《1794年中立法》，在返回布法罗时遭到逮捕，因为该法禁止参与入侵美国政府未宣战的国家。麦肯齐为此支付了5,000美金的保释金（相当于2021年的127,000美金）。1838年1月4日，英国军队占领了海军岛，反叛者们四散到美国本土。之后，麦肯齐依然不放弃，希望在美国人的帮助下，并组织叛军试图从底特律入侵加拿大，但被英军击退。
1838年5月12日，麦肯齐和妻子抵达纽约市，并创办了《麦肯齐公报》（Mackenzie's Gazette）。通过这份报纸吸引公众对加拿大话题的注意，并建立了加拿大协会发展成员来重组其势力。

#### “中立法”审判
对麦肯锡违反美国中立法的审判于1839年6月19日开始。在法庭上他为自己辩护。检察官认为，麦肯齐招募成员，建立军队，并为入侵偷窃武器已构成违反中立法。麦肯齐辩称，英国和美国处于战争状态，因为英国在海军岛击沉了一艘美国船只的“加洛林事件”，《中立法》并不适用。麦肯齐想提交证据证明上加拿大叛乱是一场内战，因为如果国家正在进行内战，一个人不能被判定为违反《中立法》的。法官拒绝允许这一证据，因为根据美国法律，只有美国国会可以宣布一个国家是否处于内战状态，但是美国国会并没有这样做。法院最后判决麦肯齐入狱18个月、罚款10美元（相当于2021年的253美元）。1840年5月10日，麦肯齐获得了美国总统范布伦发布的特赦。

### 重返加拿大

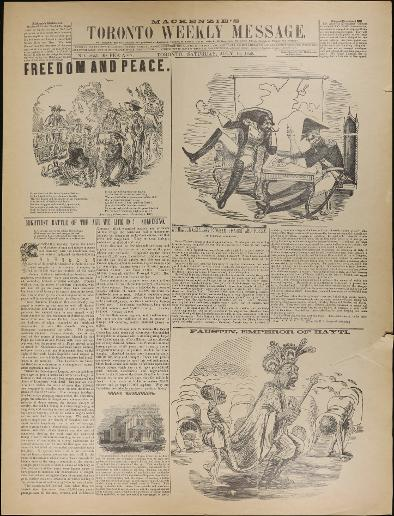
1852年12月创办的《麦肯齐多伦多周报》（1859年7月16日）

1848年欧洲革命爆发后，爱尔兰也酝酿着独立运动。英国的加拿大总督额尔金伯爵担心会造成连锁反应，导致加拿大人脱离大英帝国。因此希望以英王名义对1837年叛乱的参与者实行大赦，1849年，加拿大议会通过了这项大赦法案，麦肯齐于1850年5月与家人回到了多伦多，回到加拿大后，分别为《论坛报》（Tribune）、《考查者》（Examiner）和《尼亚加拉邮报》（The Niagara Mail）撰文投稿。多伦多市和安大略省政府也补发了他在1830年代作为公务员时的欠薪。
1851年2月，麦肯齐参加了加拿大议会的补缺空位的选举，在三位候选人中，麦肯齐以294票赢得了选举。当选之后，他在议会中提议废除罗伯特·鲍德温重组大法官法院，他认为维持这个法院开销太大，并且批评该法院庭审时不以律师在庭审时的陈词作为书面证词。大多数上加拿大的议员支持麦肯齐的提议。但鲍德温的同事不支持他的提案，他从内阁辞职。 在1851年10月的选举中，麦肯齐在选区内以63%的票数获胜。
1852年12月，麦肯齐自己又创办了《麦肯齐周报》（Mackenzie’s Weekly Message），后改为《多伦多周报》（Toronto Weekly Message） 。
在加拿大省第五届议会中，麦肯齐对麦克纳布和莫林组成的联合政府提出批评。他认为，总督额尔金伯爵在接受保守党组建联合政府之前没有给其他改革派议员组建政府的机会，构成了违宪。另外，他也是公共账目委员会主席，他在该委员会的报告中，对加拿大省的混乱财务状况提出了批评包括未经议会批准的政府开支，并提交一个谴责前政府的类似行为的决议，但是麦肯齐为此遭到报复而被从该委员会出名。
在1857年的选举中，麦肯锡以38%的选票以微弱优势再次当选为霍尔迪曼德选区的议员。

### 晚年
1858年至1861年期间，他希望解散加拿大省，并为此收集请愿书和筹款行动，但是没有成功。在他最后几年，他写了《1860年独立与自由之年鉴》（An Almanac of Independence & Freedom for the Year 1860）。其中陈述了解散加拿大省的观点。他创办的最后一份报刊《多伦多周报》（Toronto Weekly Message）由于订阅量下降，他于1860年9月15日结束了这份报刊的发行 。1861年，他的健康状况恶化，但他绝服药，8月28日去世。据说为他送葬的队伍绵延半英里（0.8公里），送葬队伍中包括他生前的支持者和反对者。他被埋葬在多伦多墓园，一个由灰色花岗岩制成的12英尺高的凯尔特十字架作为墓碑，他的妻子以及后代家人后来也埋葬在这里。